# Хокей на лед на зимните олимпийски игри 2010
Турнирът по хокей на лед на зимните олимпийски игри през 2010 г. се провежда на две игрища във Ванкувър между 13 и 28 февруари 2010 г. Пързалките са на отборите Ванкувър Канъкс от НХЛ и на Ю Би Си Тъндърбърдс и са с капацитет съответно 19 300 и 6800 зрители. Мачовете ще се провеждат по правилата на международната федерация по хокей на лед, но ще се играят на игрища от НХЛ, които са с 4 метра по-тесни. Всеки мач от първата, групова, фаза ще завърши с победител (при равенство в редовното време ще се играе продължение и при равенство ще се изпълняват дузпи). 
В груповата фаза продължението е 5-минутно, в елиминационните – 10-минутно, а във финалните мачове – 20-минутно. Ако единият от отборите вкара гол по време на продължението, той печели мача.

## Турнир на жените
Турнирът на жените ще се проведе между 13 и 25 февруари. Участие ще вземат отборите на Канада, Китай, Русия, САЩ, Словакия, Финландия, Швейцария и Швеция.
Отборите са разделени на две групи от по четири отбора, в които отборите играят всеки срещу всеки. Първите два отбора от всяка група участват на полуфиналите, останалите играят мачове за местата от 5-о до 8-о.
На финала фаворитът Канада побеждава САЩ с 2:0 пред 17 000 зрители. Канада не е губила мач от Олимпиадата в Нагано през 1998, когато губи от САЩ. 
След победата канадските състезателки правят импровизирано парти на леда с шампанско и пури, което е нарушение на закона на провинция Британска Колумбия. Състезателките се извиняват за поведението си. 
| Място | Държава   |
| ----- | --------- |
| 01    | Канада    |
| 02    | САЩ       |
| 03    | Финландия |
| 4     | Швеция    |

## Турнир на мъжете
Турнирът на мъжете ще се проведе между 16 и 28 февруари. Участие ще вземат националните отбори на Беларус, Германия, Канада, Латвия, Норвегия, Русия, САЩ, Словакия, Финландия, Чехия, Швейцария и Швеция.
Отборите са разделени на три групи от по четири отбора, в които отборите играят всеки срещу всеки. Най-добрите четири отбора се класират автоматично за четвъртфиналите, а останалите осем играят мачове на директни елиминации за останалите четири места. 5-ият играе срещу 12-ият, 6-ият срещу 11-ият, 7-ият срещу 10-ият и 8-ият срещу 9-ият. Отборите се подреждат по следните критерии: по-висока позиция в групата, по-голям брой точки, по-добра голова разлика, повече отбелязани голове, по-предно място в световната ранглиста.
Отборът на Швеция е шампион от олимпийските игри в Торино през 2006 г.
Бронзовите медали печели отборът на Финландия, който побеждава Словакия в мача за третото място с 5:3. След втората третина Словакия води с 3:1, но Финландия вкарва три гола за три минути през третата третина и печели мача. Петият гол за Финландия е вкаран след като Словакия вади вратаря си в края на мача. Това е четвърти медал от хокейния турнир в последните пет олимпийски игри за Финландия. По-късно защитникът на Словакия Лубомир Вишновски е хванат в употреба на допинг, който е наказан с публично порицание, тъй като е заловен след последния мач на турнира за Словакия.
Шампион е отборът на Канада, който побеждава САЩ с 3:2 с внезапна смърт. Голът в продължението е отбелязан от Сидни Кросби. Канада повежда с 2:0 през втората третина, САЩ намалява до 2:1 и 24 секунди преди края на третата третина изравнява след като са извадили вратаря си, за да получат числено преимущество. С този златен медал Канада печели общо 14 златни медала от Олимпиадата и подобрява рекорда на СССР от Олимпиадата в Инсбрук през 1976 г. 
| Място | Държава   |
| ----- | --------- |
| 01    | Канада    |
| 02    | САЩ       |
| 03    | Финландия |
| 4     | Словакия  |